# Jevgeni Tsjirikov

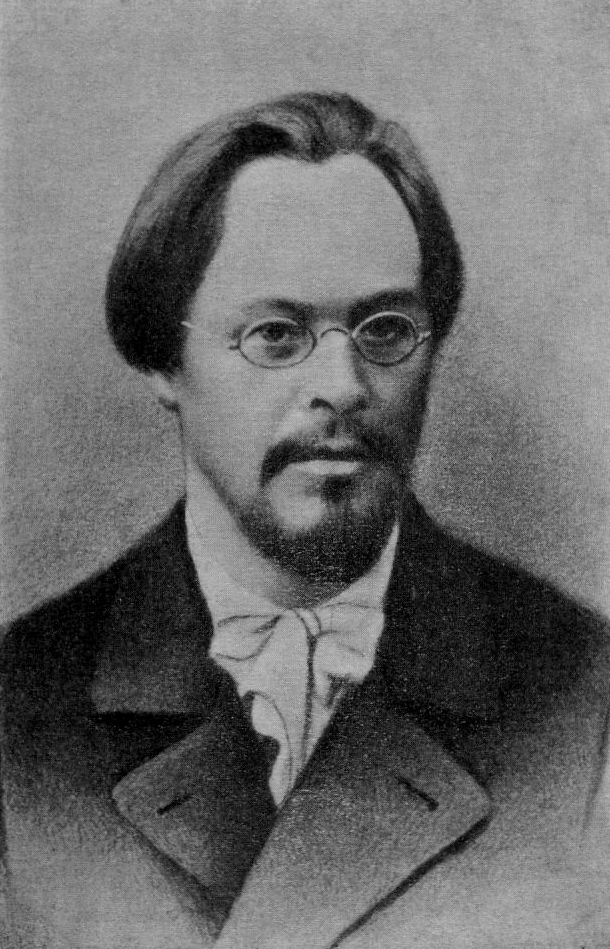
Jevgeni Tsjirikov

Jevgeni Nikolajevitsj Tsjirikov (Russisch: Евге́ний Никола́евич Чи́риков) (Kazan, 5 augustus 1864 – Praag, 18 januari 1932) was een Russisch schrijver en publicist.

## Leven en werk
Tsjirikov werd geboren in een aristocratische familie. Hij studeerde wiskunde aan de Universiteit van Kazan, maar werd van de universiteit verwijderd omdat hij had deelgenomen aan studentenrellen. Hij werd verbannen naar Nizjni Novgorod en leefde in de jaren tot 1902 in diverse steden, steeds onder politietoezicht. In 1902 vestigde hij zich in Moskou, raakte bevriend met vooraanstaande schrijvers als Leonid Andrejev en Ivan Boenin en werd lid van de literaire groepering “Sreda” (de “woensdaggroep”, omdat ze altijd op woensdag bij elkaar kwamen). Later nam hij ook deel aan Maksim Gorki’s uitgeverij “Znanie”.

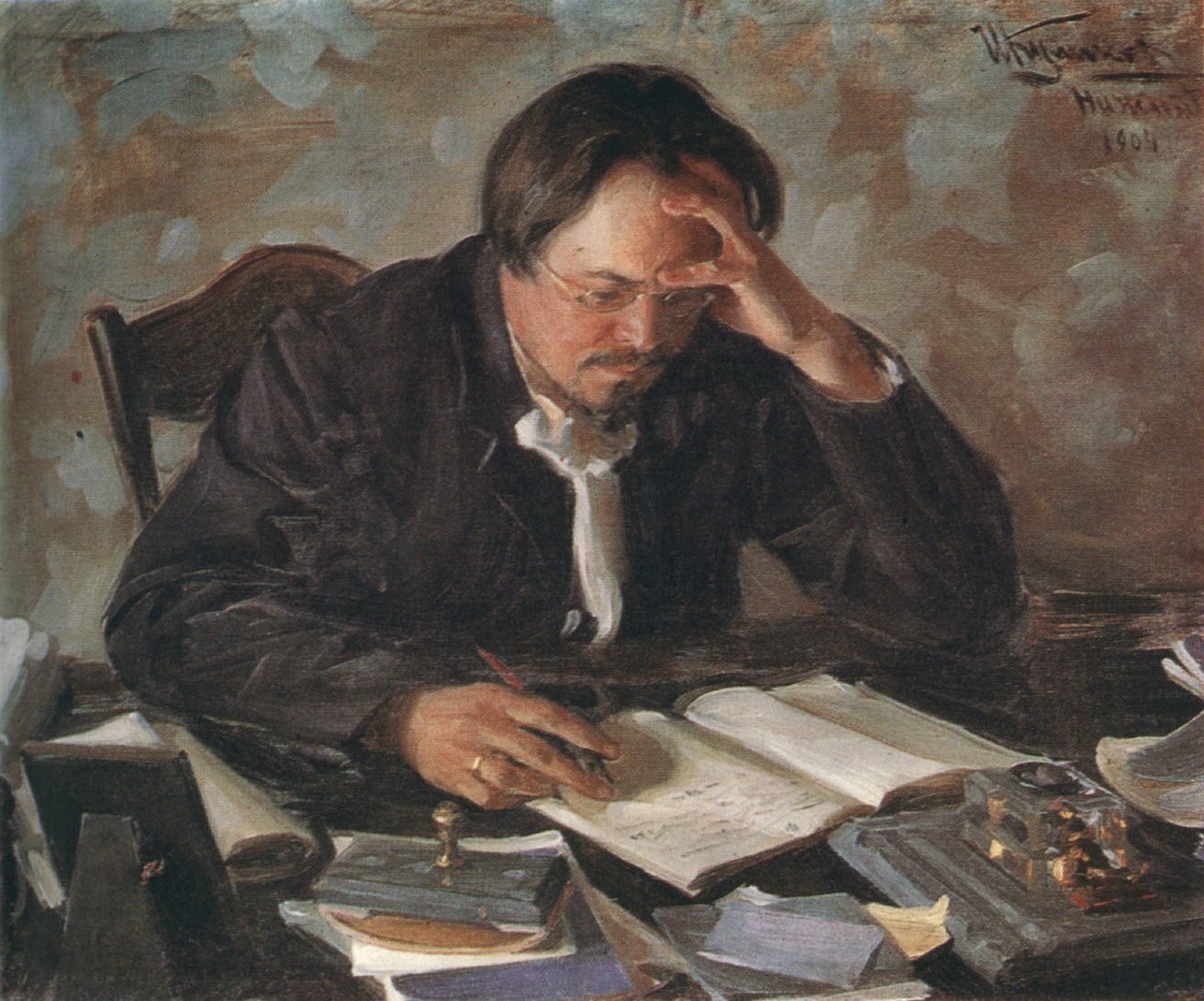
Tsjirikov aan zijn bureau, 1904

Tsjirikov publiceerde zijn eerste literaire novelle, Rood, reeds in 1886. Bekendheid kreeg hij door zijn kritieken en vooral door zijn verhalen (een beetje in de traditie van Tsjechov) in kranten en tijdschriften. Ook schreef hij diverse populaire toneelstukken, zoals Joden (1904) en Boeren (1906). Na de Russische Revolutie verliet hij de Sovjet-Unie, ging naar Sofia en vestigde zich uiteindelijk te Praag. Daar schreef hij in 1926 zijn bekendste werk, Het beest uit de afgrond, over het morele verval van de Witten in het Zuiden van Rusland tijdens de Russische Burgeroorlog. De emigranten beschouwden zijn boek als laster.

## Literatuur en bronnen

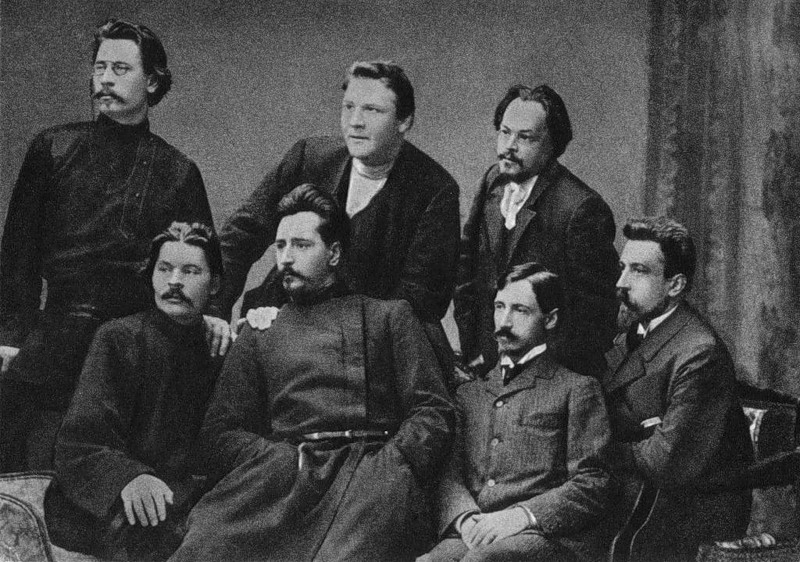
Woensdaggroep, staand Skitalets, Sjaljapin, Tsjirikov, zittend v.l.n.r.: Gorki, Andrejev, Boenin, Telesjov